# Eugrapheus curtescapus
Eugrapheus curtescapus là một loài bọ cánh cứng trong họ Cerambycidae.